# خيمة كبيرة (سياسة)

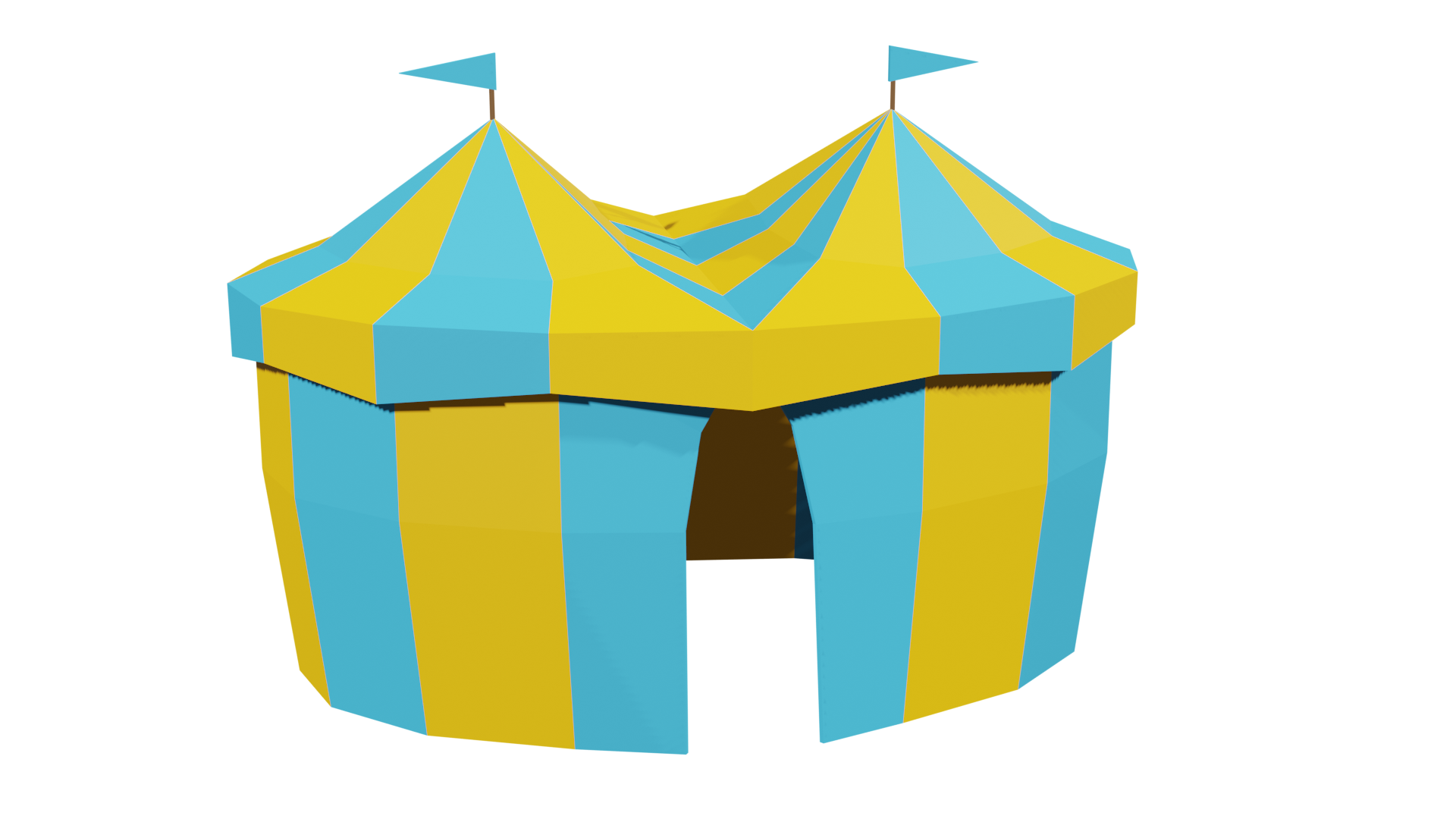
خيمة كبيرة

خيمة كبيرة  هو مصطلح سياسي يشير لسلوك بعض الأحزاب الراغبة في جذب وجهات نظر مختلفة داخل الحزب لبناء قاعدة انتخابية متنوعة. كما قد يشير إلى الوسطية والاعتدال في بعض المرات.